# محمد الهدية
محمد مروي ملفي مبارك الهدية  (1964 - )؛ نائب سابق في مجلس الأمة الكويتي.

## نبذة شخصية
ولد محمد الهدية في الكويت عام 1964 وهو من عائلة الهدية التي ترجع إلى قبيلة العوازم، حاصل على شهادة البكالوريوس في الهندسة المدنية، وكان يعمل مُهندسًا في بلدية الكويت، كما فاز سابقًا بعضوية المجلس البلدي، وهو عضو جمعية المهندسين الكويتية وجمعية المهندسين الأمريكية، شارك في انتخابات مجلس الأمة الكويتي 2013 في الدائرة الأولى، وحصل على المركز التاسع برصيد 2,804 صوت وفاز بالانتخابات، كما شارك في انتخابات مجلس الأمة الكويتي 2016 في الدائرة الأولى، وحصل على المركز الثالث برصيد 3,016 صوت وفاز بالانتخابات. ولم يُشارك في انتخابات مجلس الأمة الكويتي 2020. شارك في انتخابات مجلس الأمة الكويتي 2022 عن الدائرة الأولى وحصل على المركز الثامن عشر برصيد 1,014 صوت وخسر الانتخابات.

## مناصبه
- عضو جمعية المهندسين الكويتية.
- عضو جمعية المهندسين الأمريكية.
- عضو المجلس البلدي سابقًا
- مهندس في بلدية الكويت.
- عضو مجلس الأمة الكويتي 2013 و2016.

## أبرز مواقفه في مجلس الأمة

### مجلس الأمة الكويتي 2013
| الكتلة البرلمانية                          | مرشح قبلي    |
| استجواب الوزير محمد عبد الله الصباح (2013) | مع الاستجواب |
| تشكيل لجنة الإيداعات (2013)                | موافق        |
| تعديل قانون المحكمة الدستورية (2014)       | موافق        |
| قانون الجرائم الإلكترونية (2015)           | موافق        |
| قانون البصمة الوراثية (2015)               | موافق        |
| منع المسيئين من الترشح (2016)              | غير موجود    |

### مجلس الأمة الكويتي 2016
| استجواب الوزيرة هند الصبيح (يناير 2018)       | ضد الاستجواب |
| استجواب الوزير بخيت الرشيدي (2018)            | ضد الاستجواب |
| استجواب الوزيرة هند الصبيح (مايو 2018)        | ضد الاستجواب |
| استجواب الوزير خالد الروضان (2019)            | ضد الاستجواب |
| استجواب الوزير محمد الجبري (2019)             | ضد الاستجواب |
| استجواب الوزير نايف الحجرف (2019)             | ضد الاستجواب |
| استجواب الوزير براك الشيتان (2020)            | ضد الاستجواب |
| استجواب الوزير أنس الصالح (أغسطس 2020)        | ضد الاستجواب |
| استجواب الوزير سعود هلال الحربي (أغسطس 2020)  | ضد الاستجواب |
| استجواب الوزير سعود هلال الحربي (سبتمبر 2020) | ضد الاستجواب |
| استجواب الوزير أنس الصالح (سبتمبر 2020)       | ضد الاستجواب |